# ピエーヴェ・ダルパゴ
ピエーヴェ・ダルパゴ（伊: Pieve d'Alpago）は、イタリア共和国ヴェネト州ベッルーノ県アルパゴに属する分離集落（フラツィオーネ）。
かつては独立したコムーネであったが、2016年2月23日にファッラ・ダルパーゴ、プオス・ダルパゴと合併して新自治体の一部となった。

## 地理

### 位置・広がり

#### 隣接コムーネ
コムーネとしてのピエーヴェ・ダルパゴは、以下のコムーネと隣接していた。括弧内のPNはポルデノーネ県所属を示す。
- キエース・ダルパゴ
- クラーウト (PN)
- エルト・エ・カッソ (PN)
- ポンテ・ネッレ・アルピ
- プオス・ダルパゴ
- ソヴェルゼネ

## 行政

### 分離集落
ピエーヴェ・ダルパゴには、以下の分離集落（フラツィオーネ）があった。
- Curago, Plois, Mistran, Torres, Quers, Garna, Villa, San Rocco, Torch, Schiucaz, Tignes, Rorei, Paludi

## 姉妹都市
- カルヴァリヤ、リトアニア 2005年